# Green County (Kentucky)
Green County ist ein County im Bundesstaat Kentucky der Vereinigten Staaten. Der Verwaltungssitz (County Seat) ist Greensburg. Das U.S. Census Bureau hat bei der Volkszählung 2020 eine Einwohnerzahl von 11.107 ermittelt.

## Geographie
Das County liegt etwas südlich des geographischen Zentrums von Kentucky, ist im Süden etwa 75 km von Tennessee entfernt und hat eine Fläche von 748 Quadratkilometern ohne nennenswerte Wasserfläche. Es grenzt im Uhrzeigersinn an folgende Countys: LaRue County, Taylor County, Adair County, Metcalfe County und Hart County.

## Geschichte
Green County wurde am 20. Dezember 1792 aus Teilen des Lincoln County uns des Nelson County gebildet. Benannt wurde es nach Nathaniel Greene, einem General im Amerikanischen Unabhängigkeitskrieg.
46 Bauwerke und Stätten des Countys sind im National Register of Historic Places eingetragen (Stand 1. Oktober 2017).

## Demografische Daten

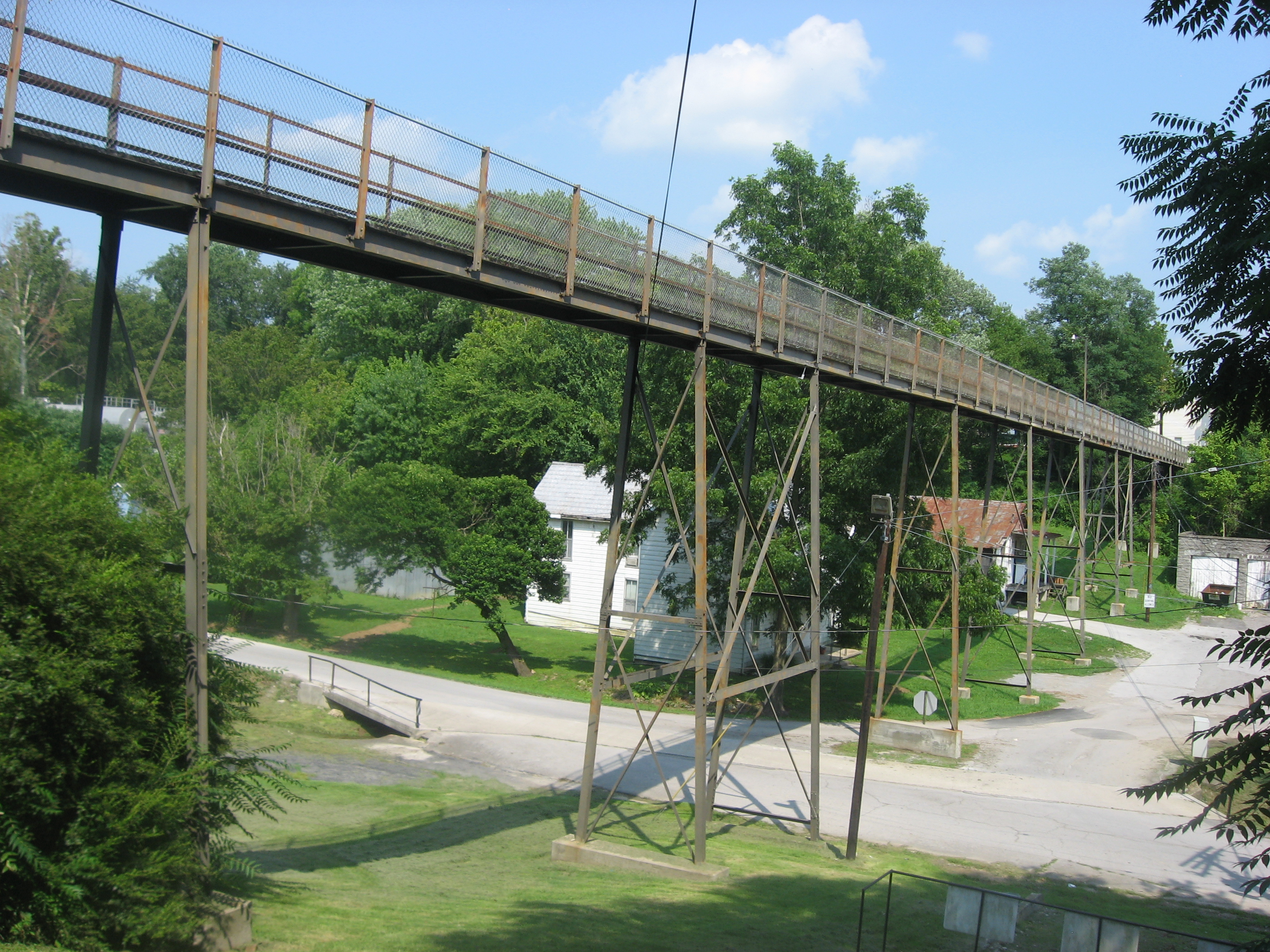
Goose Creek Foot Bridge, gelistet im NRHP

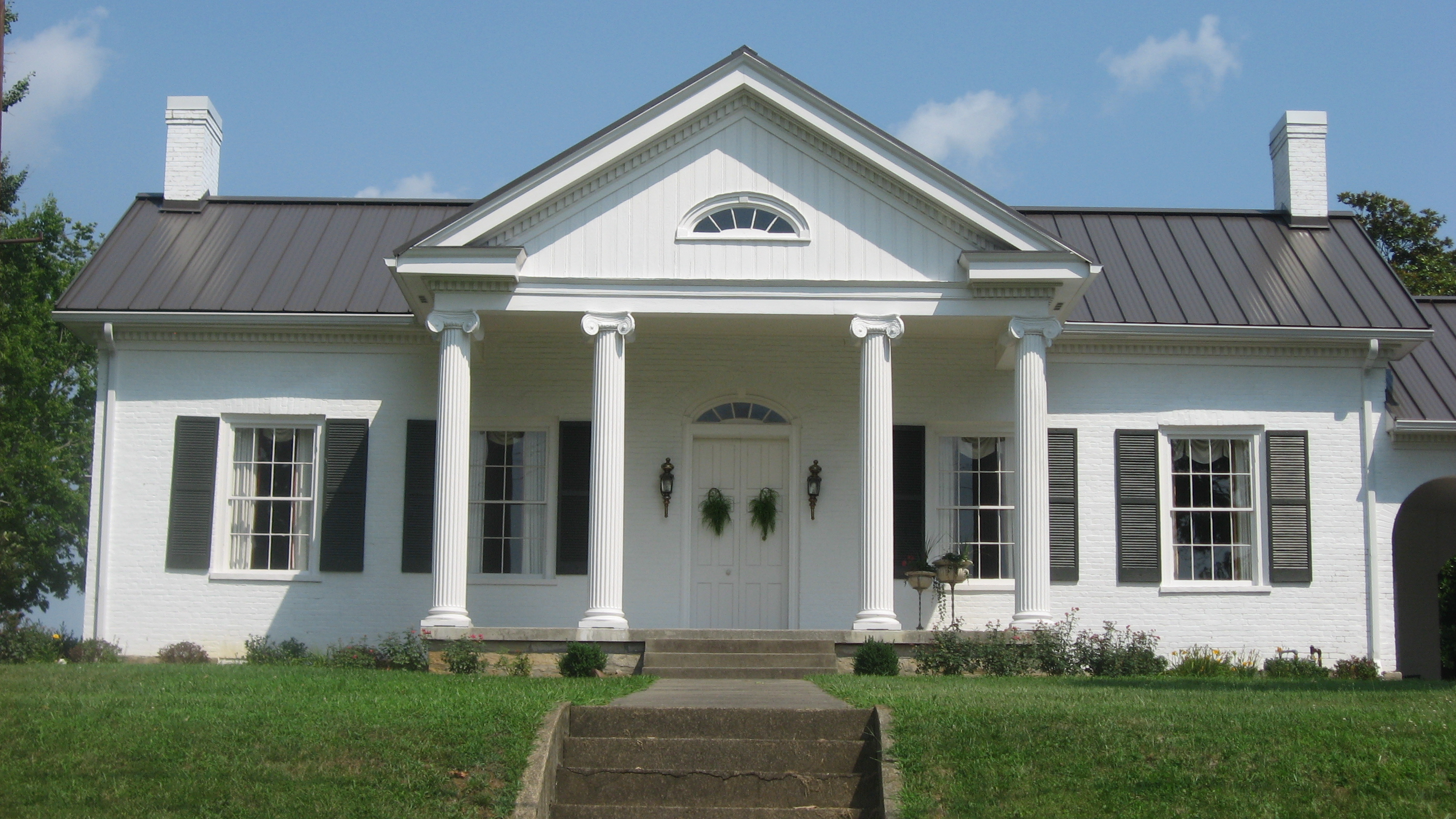
Das William Hobson House, gelistet im NRHP

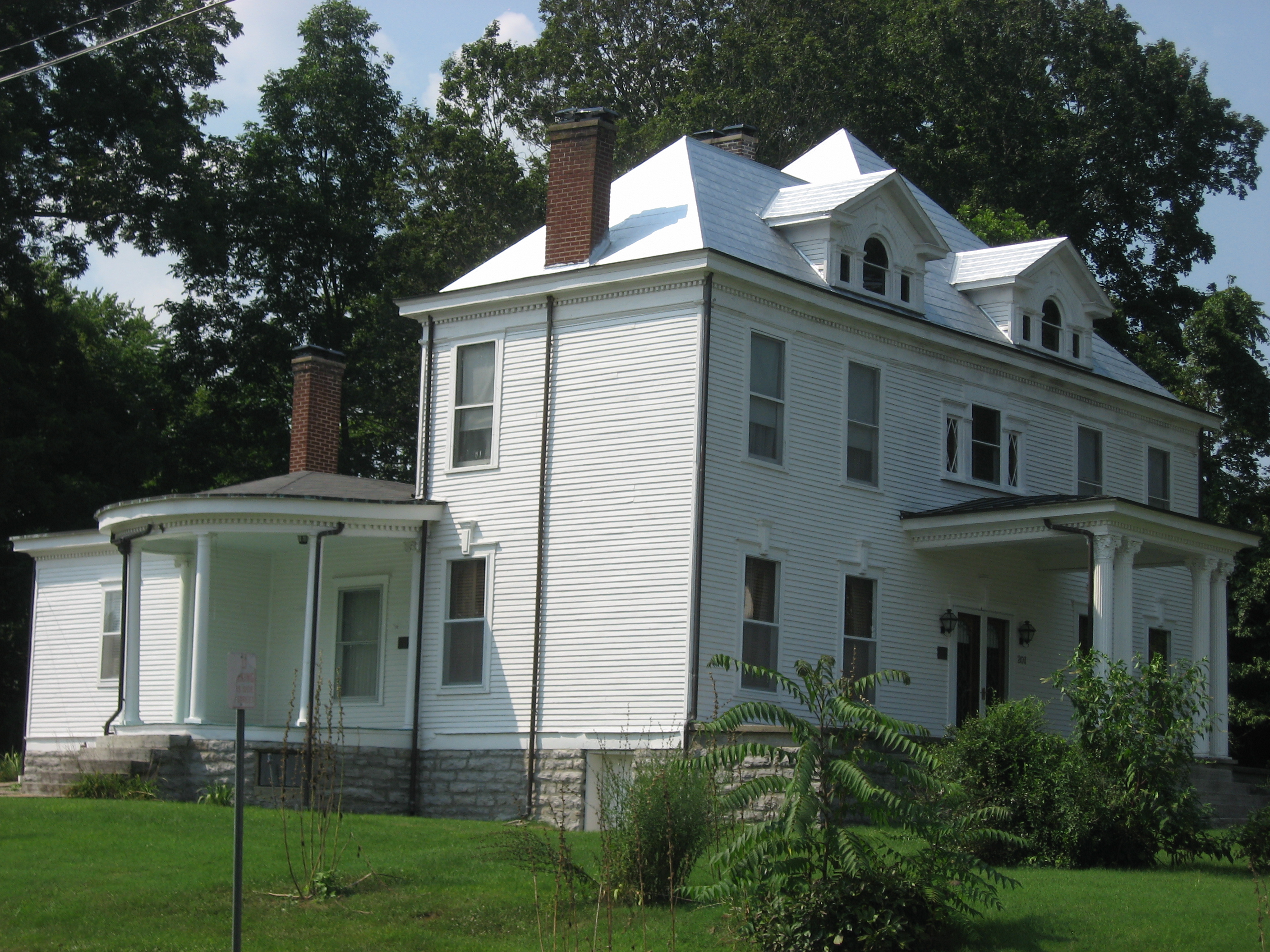
Das Woodson Lewis House, gelistet im NRHP

Nach der Volkszählung im Jahr 2000 lebten im Green County 11.518 Menschen in 4706 Haushalten und 3378 Familien. Die Bevölkerungsdichte betrug 15 Einwohner pro Quadratkilometer. Ethnisch betrachtet setzte sich die Bevölkerung zusammen aus 96,19 Prozent Weißen, 2,61 Prozent Afroamerikanern, 0,10 Prozent amerikanischen Ureinwohnern, 0,13 Prozent Asiaten und 0,31 Prozent aus anderen ethnischen Gruppen; 0,65 Prozent stammten von zwei oder mehr Ethnien ab. 0,95 Prozent der Bevölkerung waren spanischer oder lateinamerikanischer Abstammung.
Von den 4706 Haushalten hatten 29,9 Prozent Kinder und Jugendliche unter 18 Jahre, die bei ihnen lebten. 59,7 Prozent waren verheiratete, zusammenlebende Paare, 8,5 Prozent waren allein erziehende Mütter, 28,2 Prozent waren keine Familien, 25,4 Prozent waren Singlehaushalte und in 13,2 Prozent lebten Menschen im Alter von 65 Jahren oder darüber. Die Durchschnittshaushaltsgröße betrug 2,41 und die durchschnittliche Familiengröße lag bei 2,87 Personen.
Auf das gesamte County bezogen setzte sich die Bevölkerung zusammen aus 22,7 Prozent Einwohnern unter 18 Jahren, 8,1 Prozent zwischen 18 und 24 Jahren, 26,8 Prozent zwischen 25 und 44 Jahren, 25,4 Prozent zwischen 45 und 64 Jahren und 16,9 Prozent waren 65 Jahre alt oder darüber. Das Durchschnittsalter betrug 40 Jahre. Auf 100 weibliche Personen kamen 96,9 männliche Personen. Auf 100 Frauen im Alter von 18 Jahren alt oder darüber kamen statistisch 91,9 Männer.

Das jährliche Durchschnittseinkommen eines Haushalts betrug 25.463 USD, das Durchschnittseinkommen der Familien betrug 31.852 USD. Männer hatten ein Durchschnittseinkommen von 25.764 USD, Frauen 17.510 USD. Das Prokopfeinkommen betrug 16.107 USD. 15,2 Prozent der Familien und 18,4 Prozent der Bevölkerung lebten unterhalb der Armutsgrenze. Davon waren 23,1 Prozent Kinder oder Jugendliche unter 18 Jahre und 18,5 Prozent waren Menschen über 65 Jahre.

## Orte im County
- Allendale
- Black Gnat
- Bloyd
- Bluff Boom
- Bramlett
- Coakley
- Crailhope
- Donansburg
- Eve
- Exie
- Fry
- Gabe
- Grab
- Greensburg
- Gresham
- Haskingsville
- Hudgins
- Kemp
- Liletown
- Little Barren
- Lobb
- Mell
- Mount Gilead
- Newt
- Pierce
- Roachville
- Summersville
- Thurlow
- Wards
- Webbs
- Whitewood